# روبرت كوري
روبرت كوري (بالإنجليزية: Robert Corey)‏ هو عالم كيمياء حيوية وكيميائي أمريكي، ولد في 19 أغسطس 1897 في سبرينغفيلد في الولايات المتحدة، وتوفي في 23 أبريل 1971 في باسادينا في الولايات المتحدة.